# ژئان بوئان
ژئان بوئان (فرانسوی: Jehan Buhan‎؛ ۵ آوریل ۱۹۱۲ – ۱۴ سپتامبر ۱۹۹۹) شمشیرباز اهل فرانسه بود.
از افتخارات وی میتوان به کسب ۳ مدال طلا در بازی‌های المپیک تابستانی اشاره کرد.